# جيري هالويل
جيرالدين «جيري» إستيل هاليويل (بالإنجليزية: Geraldine Estelle Horner) (ولدت في 31 ديسمير 1972) هي مغنية بوب إنجليزية، أصبحت هاليويل مشهورة في منتصف التسعينات عندما كانت عضوة في فرقة فتيات البوب البريطانية السبايس جيرلز، وكمغنية منفردة، أصدرت أربعة أغاني حصلت على المركز الأول في بريطانيا. جملة جيري الشهيرة "Girl Power" «قوة الفتاة» كان لها تأثير عالمي لايزال حتى اليوم، جيري عضوه في إحدى أشهر الفرق في تاريخ الموسيقى والبوب وتعتبر جيري كذلك أيقونة من أيقونات البوب والتسعينات وبريطانيا، فهي ساهمت في تأسيس مفهوم «بريطانيا المرحة» للعالم عندما ارتدت علم بريطانيا في أداء السبايس جيرلز الشهير جداً لإغنية "Who Do You Think You Are" في حفل "BRITs" وتم اختيار هذا الأداء كأكثر أداء لا ينسى في تاريخ البريتز الممتد لـ 30 سنه.
جيري عاشت حياة صعبة وفقيرة جداً، حيث كنت تعاني من النحف الزائد في بداية تكوين السبايس جيرلز في 93 نتيجة عدة أمور ومن ظمنها فقرها فلم تكن تجد ماتأكل أغلب الأحيان لكن شخصيتها القوية والحماسية قادت فريق السبايس جيرلز لقمة العالم. فكانت دوما توصف بإنها محرك وصخرة الفريق

## روابط خارجية
- جيري هالويل على موقع IMDb (الإنجليزية)
- جيري هالويل على موقع ميتاكريتيك (الإنجليزية)
- جيري هالويل على موقع الموسوعة البريطانية (الإنجليزية)
- جيري هالويل على موقع روتن توميتوز (الإنجليزية)
- جيري هالويل على موقع قاعدة بيانات الأفلام العربية
- جيري هالويل على موقع ألو سيني (الفرنسية)
- جيري هالويل على موقع ميوزك برينز (الإنجليزية)
- جيري هالويل على موقع تيرنر كلاسيك موفيز (الإنجليزية)
- جيري هالويل على موقع أول موفي (الإنجليزية)
- جيري هالويل على موقع قاعدة بيانات الأفلام السويدية (السويدية)